# Charlie Patino
Charlie Michael Patiño (Watford, 17 de octubre de 2003) es un futbolista británico que juega como centrocampista en el R. C. Deportivo de La Coruña de la Segunda División de España.
Ha sido internacional con Inglaterra en las selecciones sub-15, sub-16, sub-17 y sub-19. Elegible con España por su ascendencia paterna, la RFEF le ofreció jugar en la selección española.

## Trayectoria
Nacido en Watford, su padre Julio es hijo de emigrantes gallegos que se instalaron en Inglaterra en la década de 1960. Comenzó a jugar al fútbol en el St Albans City F. C. y a los 7 años se marchó al Luton Town. Con 11 años fue traspasado por 10 000 libras al Arsenal F. C., progresando rápidamente y llegando a la plantilla sub-18 con solo 14 años.
En octubre de 2020 firmó su primer contrato profesional con el Arsenal y ese mismo mes fue incluido en la lista "Next Generation" 2020 de The Guardian como uno de los mejores jugadores jóvenes de equipos de la Premier League.
El 21 de diciembre de 2021 debutó con el primer equipo del club londinense sustituyendo a Emile Smith Rowe en la fase final del partido y anotó el quinto gol en la victoria por 5-1 frente al Sunderland A. F. C. en la EFL Cup. Debutó con el mismo dorsal con el que Bukayo Saka hizo su debut, el 87.
El 3 de agosto de 2022 fue cedido al Blackpool F. C. para la temporada 2022-23. La siguiente también fue prestado, esta vez al Swansea City A. F. C. Entre las dos campañas jugó más de setenta partidos.
El 26 de agosto de 2024 se marchó a España después de ser traspasado al R. C. Deportivo de La Coruña y firmar hasta 2028.

## Clubes
| Club                           | País       | Año       |
| ------------------------------ | ---------- | --------- |
| Arsenal F. C.                  | Inglaterra | 2021-2024 |
| Blackpool F. C. (cedido)       | Inglaterra | 2022-2023 |
| Swansea City A. F. C. (cedido) | Gales      | 2023-2024 |
| R. C. Deportivo de La Coruña   | España     | 2024-     |